# Altenfeld (Winterberg)
Altenfeld ist ein Ortsteil der Stadt Winterberg mit knapp 200 Einwohnern. Es liegt etwa acht Kilometer nordwestlich der Kernstadt und nordöstlich vom benachbarten Schmallenberg im Rothaargebirge in Nordrhein-Westfalen. Ortsvorsteher ist derzeit (2020) Frank Fladung.
Die Flur des heutigen Dorfes Altenfeld gehörte im späten Mittelalter zu einem Dorf namens Merklinghausen. Dieses war bereits vor 1446 zu einer Wüstung geworden. Die Merklinghauser Flur gehörte den Herren von Meschede. Diese legten um 1541 auf dem Gebiet „auf dem alten Felde“ fünf Bauernstellen an. Diese bildeten die Keimzelle für das heutige Dorf Altenfeld. Um 1550 kam noch eine Kötterstelle hinzu. Zunächst hieß diese neugegründete Siedlung das „Niege Dorff“. Später setzte sich der Name Altenfeld durch. In den Schatzungsregistern von 1543 und 1565 wird Altenfeld noch als „Mercklinghaußen“ beziehungsweise „Mercklinghaussen“  bezeichnet. Für das Jahr 1716 lässt sich im Ort eine Kapelle nachweisen. Zu dieser Zeit gehörte das Dorf zur Pfarrei Bödefeld.
Vor 1975 war Altenfeld ein Teil der Gemeinde Bödefeld-Land im Amt Fredeburg. Es war allerdings eine durch die Gemeinde Bödefeld-Freiheit vom Hauptteil der Gemeinde abgetrennte Exklave. Da der Ort wirtschaftlich eher nach Siedlinghausen ausgerichtet war, kam er mit diesem bei der kommunalen Neugliederung am 1. Januar 1975 an die vergrößerte Stadt Winterberg.
Der Ort liegt am Rand des Naturparks Sauerland-Rothaargebirge. Die Landesstraße 740 verbindet Altenfeld mit dem östlich gelegenen Siedlinghausen und dem westlich gelegenen Bödefeld-Freiheit. Nach Norden führt die Kreisstraße 16 Richtung Elpe. Durch den Ort fließt die Elpe.
In Altenfeld herrscht ein reges Vereinsleben: Es gibt den Schützenverein, die Feuerwehr, den Verkehrsverein und den Wasserverein.
Im Jahr 2014 wurde in Altenfeld eine archäologische Grabung des LWL-Außenstelle Olpe durchgeführt, die späteisenzeitliche Funde und Befunde eines Gehöfts zu Tage förderte.